# Sternburg
Namnet Sternburg (i Tyskland även kallat "Sterni") betecknar ett ölmärke från Leipzig i Tyskland som tillhör Radeberger Gruppe. Ofta menar man i dagligt tal deras mest sålda ölmärke Sternburg Export. Med en marknadsandel på 9,5 % är Sternburg ett ölmärke som har sin största försäljningsandel i Tysklands östliga förbundsländer. Detta trots att de inte gör reklam för sina produkter.

## Historia

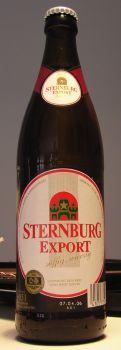
Sternburg Export

Sternburgs historia går tillbaka till år 1278, då för första gången ett bryggeri  på ett gods mellan Elster och Mühlteich omnämns.
Efter att godset köpts av Wilhelm von Mechfritz hamnade det 1822 i Maximillian Specks ägo som egentligen hade för avsikt att föda upp får på stället. När Maximillian Speck blev adlad, bad han om att få kalla sig Sternburg. Först fick ölet inte säljas i Leipzig, men när Speck hade tagit över Leipziger Burgkeller fick han i april 1823 utskänkningstillstånd från stadsrådet i Leipzig. Vid denna tid såldes ungefär 30 000 hektoliter per år.
Efter Tysklands återförening bildades 1990 det självständiga företaget Sternburg Brauerei GmbH i samarbete med Stuttgarter Hofbräu. I och med att exportmöjligheterna försvann gick antalet producerade liter ner till ungefär 60 000 hektoliter. Sternburg såldes senare till Sachsenbräu AB, och ölet började nu produceras i Redunitzer Brauerei. Sternburg tillhörde nu till 100 % till dryckeskoncernen Brau und Brunnen, vilket senare kom att ingå i Radeberger Gruppe.

## E-Tidning
Till ölmärket Sternburg finns det en egen fan-tidning. "Sterni" publiceras regelbundet på Sternburgs hemsida. Den startades 2006 och innehåller historier från fans och även låtar från band har skrivit om Sternburg.

## Sorter och deras introduktionsår
| - 1992 Sternburg Export - 1992 Sternburg Pilsener - 1997 Sternburg Schwarzbier - 2002 Sternburg Radler | - 2003 Sternburg Diesel - 2004 Sternburg Doppelkaramel - 2005 Sternburg Hefeweizen - 2008 Sternburg Urtyp |

## Namnhistoria
- från 1883: Alexander Freiherr Speck von Sternburg’sche Dampfbrauerei
- från 1912: Freiherrlich von Sternburg’sche Brauerei
- från 1948: Brauerei Sternburg GmbH
- från 1949: VVB Venag, VEB Brauerei Sternburg
- från 1952: VVB d. Brau- und Malzindustrie, VEB Brauerei Sternburg
- från 1958: VEB Brauerei Sternburg Lützschena
- från 1964: VEB (K) Brau- und Malzkombinat Sternburg Lützschena, Werk I
- från 1969: VEB Brau- und Malzkombinat Sternburg Lützschena, Werk I
- från 1990: VEB Exportbierbrauerei Sternburg im VEB Getränkekombinat Leipzig
- från 1991: Sternburg Brauerei Lützschena GmbH